# Tom (Seja)
Der Tom (russisch Томь) ist ein linker Nebenfluss der Seja in der Oblast Amur im Fernen Osten Russlands.
Der Tom entspringt an der Westflanke des Turanagebirges. Er fließt in westlicher Richtung durch die Seja-Bureja-Ebene. Dabei durchfließt der Fluss die Stadt Belogorsk und mündet in den Unterlauf der Seja. Der Tom hat eine Länge von 433 km. Sein Einzugsgebiet umfasst 16.000 km². Zwischen Mai und Oktober führt der Fluss alljährlich Hochwasser. Der mittlere Abfluss (MQ) nahe der Mündung beträgt 103 m³/s. Zwischen Ende Oktober und Anfang Mai ist der Fluss eisbedeckt.